# Mark Hamill-filmográfia

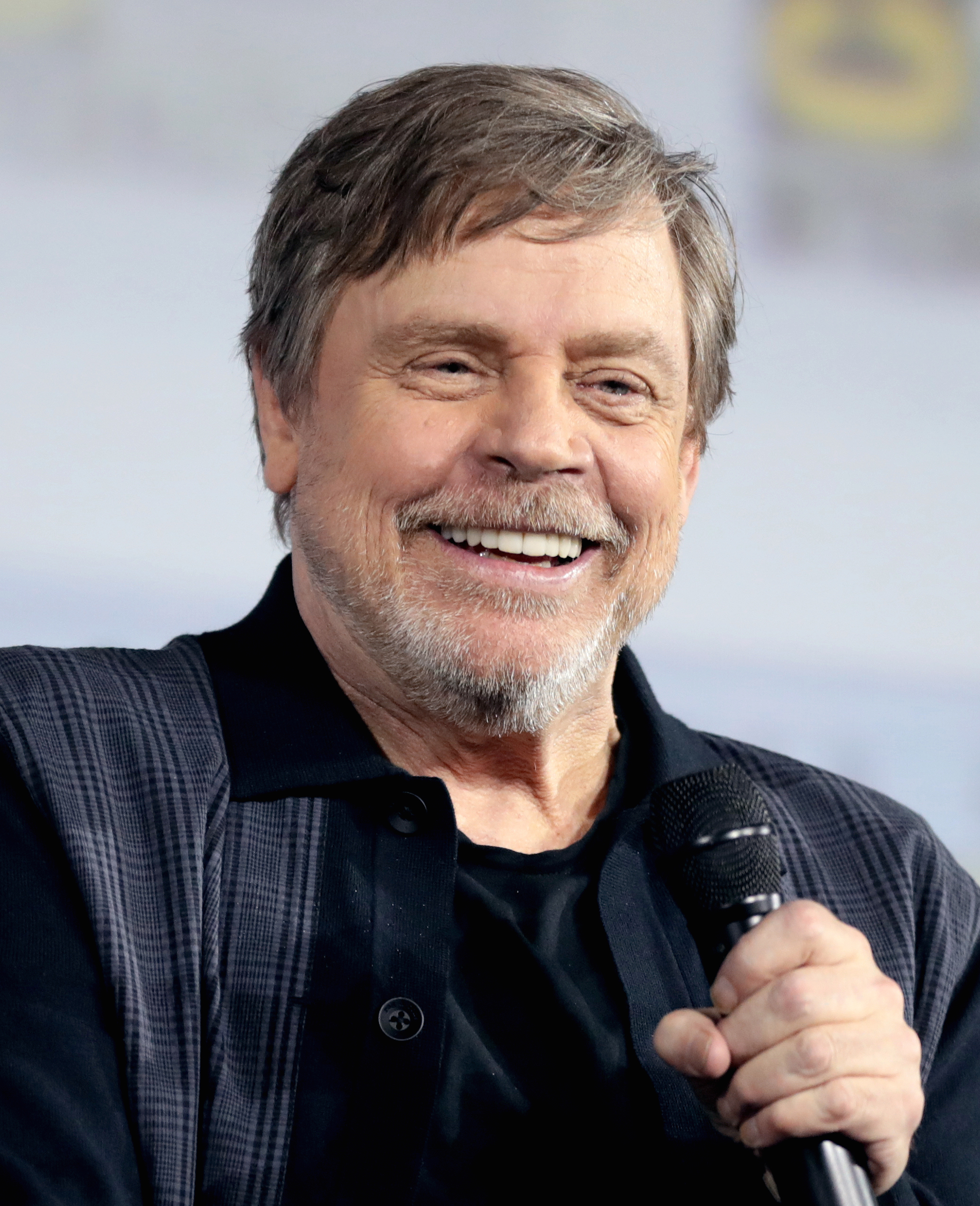
Hamill a 2019-es San Diego Comic-Conon

Mark Hamill amerikai színész, szinkronszínész.

## Élőszereplős alakításai

### Film
| Év   | Magyar cím                                | Eredeti cím                                  | Szerep                   | Magyar hang                   |
| ---- | ----------------------------------------- | -------------------------------------------- | ------------------------ | ----------------------------- |
| 1977 | Star Wars IV. rész – Egy új remény        | Star Wars: Episode IV – A New Hope           | Luke Skywalker           | Kassai Károly (1. szinkron)   |
| 1977 | Star Wars IV. rész – Egy új remény        | Star Wars: Episode IV – A New Hope           | Luke Skywalker           | Stohl András (2–3. szinkron)  |
| 1978 | Száguldó nyár                             | Corvette Summer                              | Kenneth W. Dantley, Jr.  | Zalán János                   |
| 1980 | Star Wars V. rész – A Birodalom visszavág | Star Wars Episode V: The Empire Strikes Back | Luke Skywalker           | Szatmári György (1. szinkron) |
| 1980 | Star Wars V. rész – A Birodalom visszavág | Star Wars Episode V: The Empire Strikes Back | Luke Skywalker           | Stohl András (2–3. szinkron)  |
| 1980 | A nagy vörös egyes                        | The Big Red One                              | Griff közlegény          | Boros Zoltán                  |
| 1981 | Amikor Georgiában kihunytak a fények      | The Night the Lights Went Out in Georgia     | Conrad                   |                               |
| 1982 | Britannia gyógyintézet                    | Britannia Hospital                           | Red                      |                               |
| 1983 | Star Wars VI. rész – A Jedi visszatér     | Star Wars Episode VI: Return of the Jedi     | Luke Skywalker           | Rékasi Károly (1. szinkron)   |
| 1983 | Star Wars VI. rész – A Jedi visszatér     | Star Wars Episode VI: Return of the Jedi     | Luke Skywalker           | Stohl András (2–3. szinkron)  |
| 1989 | A pusztító szél lovasai                   | Slipstream                                   | Will Tasker              | Szatmári György               |
| 1989 |                                           | Fall of the Eagles                           | Peter Froehlich          |                               |
| 1990 | Éjféli stoppos                            | Midnight Ride                                | Justin Mckay             | Bor Zoltán                    |
| 1991 |                                           | Black Magic Woman                            | Brad Travis              |                               |
| 1991 | Mutánsok                                  | The Guyver                                   | Max Reed                 | Rosta Sándor                  |
| 1992 | Alvajárók                                 | Sleepwalkers                                 | Jennings hadnagy (cameo) |                               |
| 1993 | Az idő száműzöttje                        | Time Runner                                  | Michael Raynor           | Reisenbüchler Sándor          |
| 1994 |                                           | Silk Degrees                                 | Johnson                  |                               |
| 1994 | Tombola                                   | The Raffle                                   | Bernard Wallace          | Holl Nándor                   |
| 1995 | Elátkozottak faluja                       | Village of the Damned                        | George tiszteletes       | Szirtes Gábor                 |
| 1997 |                                           | Laserhawk                                    | Bob Sheridan             |                               |
| 1998 | Hamilton parancsnok                       | Hamilton                                     | Mike Hawkins             | Reisenbüchler Sándor          |
| 1998 |                                           | Watchers Reborn                              | Jack Murphyne            |                               |
| 1999 | Egyiptomi barangolás                      | Walking Across Egypt                         | Lamar N. Benfield        |                               |
| 2001 |                                           | Thank You, Good Night                        | Karl                     |                               |
| 2001 | Jay és Néma Bob visszavág                 | Jay and Silent Bob Strike Back               | Dákónvágó                | Honti Molnár Gábor            |
| 2003 |                                           | Reeseville                                   | Zeek Oakman              |                               |
| 2004 |                                           | Comic Book: The Movie                        | Donald Swan              |                               |
| 2011 | Thelomeris                                | Thelomeris                                   | Idegen                   |                               |
| 2012 |                                           | Airborne                                     | Malcolm                  |                               |
| 2012 |                                           | Sushi Girl                                   | varjú                    |                               |
| 2013 |                                           | Virtually Heroes                             | Monk                     |                               |
| 2013 |                                           | I Know That Voice (dokumentumfilm)           | önmaga                   |                               |
| 2014 | Kingsman: A titkos szolgálat              | Kingsman: The Secret Service                 | James Arnold             | Harsányi Gábor                |
| 2015 | Star Wars VII. rész – Az ébredő Erő       | Star Wars: The Force Awakens                 | Luke Skywalker           | nem szólal meg                |
| 2017 | Brigsby mackó                             | Brigsby Bear                                 | Ted Hope                 | Kassai Károly                 |
| 2017 | Star Wars VIII. rész – Az utolsó jedik    | Star Wars: The Last Jedi                     | Luke Skywalker           | Stohl András                  |
| 2018 | A csaló                                   | Con Man                                      | Robert Minkow            | Orosz István                  |
| 2019 | Star Wars IX. rész – Skywalker kora       | Star Wars: The Rise of Skywalker             | Luke Skywalker           | Stohl András                  |
| 2023 | Bert, a csúcsfegyver                      | The Machine                                  | Al Kreischer             | Harsányi Gábor                |

### Televízió
| Év        | Magyar cím                         | Eredeti cím                                 | Szerep                                        | Megjegyzések                                                                                |
| --------- | ---------------------------------- | ------------------------------------------- | --------------------------------------------- | ------------------------------------------------------------------------------------------- |
| 1970      |                                    | Headmaster                                  | Allen                                         | 1 epizód                                                                                    |
| 1970      |                                    | The Bill Cosby Show                         | Henry                                         | 1 epizód                                                                                    |
| 1971      |                                    | The Partridge Family                        | Jerry                                         | 1 epizód                                                                                    |
| 1971      |                                    | Cannon                                      | farmerfiú                                     | 1 epizód                                                                                    |
| 1972      |                                    | Night Gallery                               | Francis                                       | 1 epizód                                                                                    |
| 1972      |                                    | The F.B.I.                                  | Royal Shienne                                 | 1 epizód                                                                                    |
| 1972–1973 |                                    | General Hospital                            | Kent Murray                                   |                                                                                             |
| 1972–1973 |                                    | Owen Marshall: Counselor at Law             | Pete Hamilton / Freddie Simon / Steven Knight | 3 epizód                                                                                    |
| 1973      |                                    | The Magician                                | Ian Keefer                                    | 1 epizód                                                                                    |
| 1973      |                                    | Room 222                                    | Matt                                          | 3 epizód                                                                                    |
| 1974      |                                    | Insight                                     | Steve                                         | 1 epizód                                                                                    |
| 1974      |                                    | The Manhunter                               | Mark                                          | 1 epizód                                                                                    |
| 1974–1975 |                                    | The Texas Wheelers                          | Doobie Wheeler                                | 8 epizód                                                                                    |
| 1975      |                                    | Bronk                                       | Kevin Bossick                                 | 1 epizód                                                                                    |
| 1975      |                                    | Eric                                        | Paul Swensen                                  | tévéfilm                                                                                    |
| 1975      | Petrocelli                         | Petrocelli                                  | David Mitchell / Dennis Wylie                 | - 2 epizód - magyar hangjai: - Csőre Gábor (Mitchell) - Holl Nándor (Wylie)                 |
| 1975      |                                    | Sarah T. – Portrait of a Teenage Alcoholic  | Ken Newkirk                                   | tévéfilm                                                                                    |
| 1975      |                                    | Delancey Street: The Crisis Within          | Philip Donaldson                              | tévéfilm                                                                                    |
| 1975–1977 | San Francisco utcáin               | The Streets of San Francisco                | Andy Turner / Billy Wilson                    | 2 epizód                                                                                    |
| 1976      |                                    | Medical Center                              | Danny                                         | 1 epizód                                                                                    |
| 1976      |                                    | Mallory: Circumstantial Evidence            | Joe Celi                                      | tévéfilm                                                                                    |
| 1976      |                                    | One Day at a Time                           | Harvey Schneider                              | 1 epizód                                                                                    |
| 1977      |                                    | The City                                    | Eugene Banks                                  | tévéfilm                                                                                    |
| 1977      |                                    | Eight Is Enough                             | David Bradford                                | 1 epizód                                                                                    |
| 1978      |                                    | Star Wars Holiday Special                   | Luke Skywalker                                | különkiadás                                                                                 |
| 1980      | Muppet Show                        | The Muppet Show                             | önmaga / Luke Skywalker                       | vendégszereplő                                                                              |
| 1986      |                                    | Amazing Stories                             | Jonathan                                      | 1 epizód                                                                                    |
| 1987      | Alfred Hitchcock bemutatja         | Alfred Hitchcock Presents                   | Danny Carlyle                                 | 1 epizód                                                                                    |
| 1989      |                                    | Hooperman                                   | Producer                                      | 1 epizód                                                                                    |
| 1991      | Földönjáró angyal                  | Earth Angel                                 | Wayne Stein                                   | - tévéfilm - magyar hangja: - Pusztaszeri Kornél                                            |
| 1991      | A Villám                           | The Flash                                   | James Jesse / A mágus                         | - 2 epizód - magyar hangja: - László Zsolt                                                  |
| 1993      | Hullazsákok                        | Body Bags                                   | Brent Matthews                                | - tévéfilm - magyar hangja: - Háda János                                                    |
| 1993      | A tökéletes kép                    | Une image de trop                           | Josh Payton                                   | - tévéfilm - magyar hangja: - Csankó Zoltán                                                 |
| 1994      |                                    | Burke's Law                                 | Simon a varázsló                              | 1 epizód                                                                                    |
| 1995      | SeaQuest DSV – A mélység birodalma | seaQuest DSV                                | Tobias LeConte                                | 2 epizód                                                                                    |
| 1996      | Végtelen határok                   | The Outer Limits                            | Dr. Sam Stein                                 | 1 epizód                                                                                    |
| 1996      |                                    | Space Cases                                 | Ferna Herna                                   | 1 epizód                                                                                    |
| 1997      | Űrbalekok                          | 3rd Rock from the Sun                       | önmaga                                        | 1 epizód                                                                                    |
| 1997      | Az idő kalandorai                  | When Time Expires                           | Bill Thermot                                  | tévéfilm                                                                                    |
| 1997      | Saturday Night Live                | Saturday Night Live                         | önmaga                                        | 1 epizód                                                                                    |
| 1998      | Divatalnokok                       | Just Shoot Me!                              | önmaga                                        | 1 epizód                                                                                    |
| 2000–2002 | Tengerparti fenegyerek             | Son of the Beach                            | 'Divine Rod' Petrie                           | 3 epizód                                                                                    |
| 2001      | V.I.P. – Több, mint testőr         | V.I.P.                                      | Ned Irons                                     | 1 epizód                                                                                    |
| 2011      | Chuck                              | Chuck                                       | Jean-Claude                                   | 1 epizód                                                                                    |
| 2013      | Szomszédok az űrből                | The Neighbors                               | Bill parancsnok                               | 1 epizód                                                                                    |
| 2013      | Gyilkos elmék                      | Criminal Minds                              | John Curtis / The Replicator                  | 2 epizód                                                                                    |
| 2015      |                                    | Star Wars: Evolution of the Lightsaber Duel | önmaga (házigazda)                            | dokumentumfilm                                                                              |
| 2015–2016 | Flash – A Villám                   | The Flash                                   | James Jesse / A mágus                         | - 3 epizód - magyar hangja: - Gyabronka József                                              |
| 2016      |                                    | Man Down                                    | Bob                                           | 1 epizód                                                                                    |
| 2016–2017 |                                    | Pop Culture Quest                           | önmaga (házigazda)                            | 10 epizód (producer)                                                                        |
| 2017      |                                    | Mystery Science Theater 3000                | P.T. Mindslap                                 | 1 epizód                                                                                    |
| 2017      |                                    | Nightcap                                    | önmaga                                        | 1 epizód                                                                                    |
| 2018      | Agymenők                           | The Big Bang Theory                         | önmaga                                        | - 1 epizód - magyar hangja: - Kassai Károly                                                 |
| 2019      | Templomosok                        | Knightfall                                  | Talus                                         | 5 epizód                                                                                    |
| 2020      | Hétköznapi vámpírok – A sorozat    | What We Do in the Shadows                   | Jim a vámpír                                  | 1 epizód                                                                                    |
| 2020      |                                    | Royalties                                   | Philip Combs                                  | E1 epizód                                                                                   |
| 2020      | A Mandalóri                        | The Mandalorian                             | Luke Skywalker (megjelenés és digitális hang) | - 1 epizód - (16. Fejezet: A mentőakció) - magyar hangja: - Stohl András                    |
| 2022      | Boba Fett könyve                   | The Book of Boba Fett                       | Luke Skywalker (megjelenés és digitális hang) | - 1 epizód - (6. Fejezet: Feltűnik egy idegen a sivatagból) - magyar hangja: - Stohl András |
| 2022      |                                    | The Kids in the Hall                        | Sasha                                         | 1 epizód                                                                                    |
| 2023      | Az Usher-ház bukása                | The Fall of the House of Usher              | Arthur Pym                                    | - 8 epizód - magyar hangja: - Gyabronka József                                              |

## Szinkronalakításai

### Film
| Év   | Magyar cím                                     | Eredeti cím                                                               | Szinkronszerep                      | Magyar hang           |
| ---- | ---------------------------------------------- | ------------------------------------------------------------------------- | ----------------------------------- | --------------------- |
| 1977 | Varázslók                                      | Wizards                                                                   | Sean                                |                       |
| 1993 | Batman: A rém álarca                           | Batman: Mask of the Phantasm                                              | Joker                               | Reviczky Gábor        |
| 1998 | Scooby-Doo a zombik szigetén                   | Scooby-Doo on Zombie Island                                               | Kígyónyelvű                         | Csík Csaba Krisztián  |
| 1998 | Wing Commander – Az űrkommandó                 | Wing Commander                                                            | Merlin                              |                       |
| 1998 | Gen 13                                         | Gen¹³                                                                     | Matthew Callahan / Küszöb           | Bede-Fazekas Szabolcs |
| 1998 | Gen 13                                         | Gen¹³                                                                     | Matthew Callahan / Küszöb           | Előd Álmos            |
| 2000 |                                                | Sinbad: Beyond the Veil of Mists                                          | őrség kapitánya                     |                       |
| 2000 | Scooby-Doo és az idegen megszállók             | Scooby-Doo and the Alien Invaders                                         | Steve                               | Markovics Tamás       |
| 2000 | József, az álmok királya                       | Joseph: King of Dreams                                                    | Júda                                | Haás Vander Péter     |
| 2000 | Batman of the Future: Joker visszatér          | Batman Beyond: Return of the Joker                                        | Joker                               | Király Attila         |
| 2001 |                                                | Earth Day (rövidfilm)                                                     | Dr. Bob                             |                       |
| 2001 | Jay és Néma Bob visszavág                      | Jay and Silent Bob Strike Back                                            | Scooby-Doo hasonmás                 | Bolla Róbert          |
| 2002 | Balto 2. – Farkaskaland                        | Balto II: Wolf Quest                                                      | Niju                                | Balázsi Gyula         |
| 2002 |                                                | Baxter and Bananas (rövidfilm)                                            | Bananas                             |                       |
| 2003 |                                                | Aero-Troopers: The Nemeclous Crusade                                      | idpsebb Joshua                      |                       |
| 2003 |                                                | Burl's (rövidfilm)                                                        | narrátor                            |                       |
| 2003 | Laputa – Az égi palota (angol nyelvű változat) | Tenkú no siro Rapjuta                                                     | Muska ezredes                       | Csőre Gábor           |
| 2004 |                                                | Wolf Tracer's Dinosaur Island (rövidfilm)                                 | Blake                               |                       |
| 2005 |                                                | Batman: New Times (rövidfilm)                                             | Joker                               |                       |
| 2005 | Nauszika – A szél harcosai                     | Kaze no Tani no Nausika                                                   | Pejite vezetője                     | Sztarenki Pál         |
| 2005 | A Moebius átjáró                               | Thru the Moebius Strip                                                    | Simon Weir                          |                       |
| 2006 |                                                | Queer Duck: The Movie                                                     | árus                                |                       |
| 2006 | Az Újvilág Bosszúangyalai 2.                   | Ultimate Avengers 2                                                       | Dr. Willard Oiler                   | Király Adrián         |
| 2006 |                                                | Choose Your Own Adventure: The Abominable Snowman                         | Jamling                             |                       |
| 2006 |                                                | Robotech: The Shadow Chronicles                                           | Darryl Taylor parancsnok            |                       |
| 2006 | Tom és Jerry – Tengerész egerész               | Tom and Jerry: Shiver Me Whiskers                                         | Koponya                             | Orosz István          |
| 2007 | Harc a Terra bolygóért                         | Battle for Terra                                                          | idősebb Orin                        | Cs. Németh Lajos      |
| 2007 |                                                | Futurama: Bender's Big Score                                              | zombi                               |                       |
| 2008 |                                                | Quantum Quest: A Cassini Space Odyssey                                    | Void                                |                       |
| 2009 |                                                | Tigger and Pooh and a Musical Too                                         | teknős                              |                       |
| 2009 |                                                | Mythic Journeys (dokumentumfilm)                                          | tetem                               |                       |
| 2010 | Dante: Pokol                                   | Dante's Inferno: An Animated Epic                                         | Alighiero (Dante apja)              |                       |
| 2010 | Scooby-Doo! Rettegés a táborban                | Scooby-Doo! Camp Scare                                                    | Deacon                              | Takátsy Péter         |
| 2010 | Scooby-Doo! Rettegés a táborban                | Scooby-Doo! Camp Scare                                                    | Babaarcú Boretti                    | Takátsy Péter         |
| 2010 | Scooby-Doo! Rettegés a táborban                | Scooby-Doo! Camp Scare                                                    | bolttulajdonos                      | Izsóf Vilmos          |
| 2012 |                                                | Back to the Sea                                                           | Bunker                              |                       |
| 2013 |                                                | Finnigan's War (dokumentumfilm)                                           | narrátor                            |                       |
| 2015 | Scooby-Doo! Holdszörnyes őrület                | Scooby-Doo! Moon Monster Madness                                          | Zip Elvin                           | Barbinek Péter        |
| 2015 | Az Igazság Ligája – Harc a légióval            | Lego DC Comics Super Heroes: Justice League: Attack of the Legion of Doom | Bűvész                              | Jakab Csaba           |
| 2015 | Az Igazság Ligája – Harc a légióval            | Lego DC Comics Super Heroes: Justice League: Attack of the Legion of Doom | Sinestro                            | Kárpáti Levente       |
| 2015 |                                                | Regular Show: The Movie                                                   | Skips                               |                       |
| 2016 | A gyilkos tréfa                                | Batman: The Killing Joke                                                  | Joker                               | Viczián Ottó          |
| 2017 |                                                | Bunyan and Babe                                                           | nagypapa                            |                       |
| 2017 |                                                | Howard Lovecraft & the Undersea Kingdom                                   | Dr. Henry Armitage                  |                       |
| 2017 |                                                | Best Fiends: Boot Camp (rövidfilm)                                        | Temper                              |                       |
| 2017 | Best Fiends: Visit Minutia                     |                                                                           | Temper                              |                       |
| 2017 | Star Wars VIII. rész – Az utolsó jedik         | Star Wars: The Last Jedi                                                  | Dobbu Scay                          |                       |
| 2018 |                                                | Best Fiends: Fort of Hard Knocks (rövidfilm)                              | Temper                              |                       |
| 2018 |                                                | Legend of Hallowaiian                                                     | Duke rendprtiszt                    |                       |
| 2018 |                                                | Howard Lovecraft and the Kingdom of Madness                               | Dr. Henry Armitage                  |                       |
| 2019 |                                                | Best Fiends: Howie's Gift (rövidfilm)                                     | Temper                              |                       |
| 2019 | Gyerekjáték                                    | Child's Play                                                              | Chucky                              | Hamvas Dániel         |
| 2019 | Star Wars IX. rész – Skywalker kora            | Star Wars: The Rise of Skywalker                                          | Boolio                              | Forgács Gábor         |
| 2023 |                                                | Metalocalypse: Army of the Doomstar                                       | Mr. Salacia / Stampingston szenátor |                       |
| 2023 | A fiú és a szürke gém (angol nyelvű változat)  | Kimitachi wa Dō Ikiru ka                                                  | Dédnagybácsi                        | Dézsy Szabó Gábor     |
| 2024 |                                                | Justice League: Crisis on Infinite Earths - Part Three                    | Joker                               |                       |
| 2024 | A vad robot                                    | The Wild Robot                                                            | Tüske                               | Gémes Antos           |
| 2025 | Királyok királya                               | King of Kings                                                             | I. Heródes                          |                       |

### Televízió
| Év              | Magyar cím                                             | Eredeti cím                                                       | Szerep                                 | Megjegyzések                                              |
| --------------- | ------------------------------------------------------ | ----------------------------------------------------------------- | -------------------------------------- | --------------------------------------------------------- |
| 1973            |                                                        | Jeannie                                                           | Corey Anders                           | 16 epizód                                                 |
| 1973–1974       | Scooby-Doo újabb kalandjai                             | The New Scooby-Doo Movies                                         | bemondó / Corey Anders                 | 3 epizód                                                  |
| 1992            |                                                        | The Legend of Prince Valiant                                      | Weldon király                          | 1 epizód                                                  |
| 1992–1994       | Batman: A rajzfilmsorozat                              | Batman: The Animated Series                                       | Joker / Ferris Boyle / egyéb szereplők | 15 epizód                                                 |
| 1993            | A kis hableány                                         | The Little Mermaid                                                | Zeus / Hans Christian Andersen         | 2 epizód                                                  |
| 1993            |                                                        | Hollyrock-a-Bye Baby                                              | Slick                                  | tévéfilm                                                  |
| 1993            |                                                        | Wild West C.O.W.-Boys of Moo Mesa                                 | ismeretlen szerep                      | 1 epizód                                                  |
| 1993–1994       |                                                        | Biker Mice from Mars                                              | L'Ectromag                             | 1 epizód                                                  |
| 1993–1994       | Kandúr kommandó                                        | SWAT Kats: The Radical Squadron                                   | Johnny K. / Burke / Red Lynx           | 8 epizód                                                  |
| 1993–1994       |                                                        | ABC Weekend Specials                                              | admirális / Tamino herceg              | 2 epizód                                                  |
| 1994            | Gézengúz hiúz                                          | Bonkers                                                           | ismeretlen szerep                      | 1 epizód                                                  |
| 1994            | Garfield és barátai                                    | Garfield and Friends                                              | Mesmer / Curdman                       | 1 epizód                                                  |
| 1994            |                                                        | Red Planet                                                        | James Marlowe Sr.                      | 2 epizód                                                  |
| 1994–1995       |                                                        | Phantom 2040                                                      | Dr. Jak                                | 20 epizód                                                 |
| 1994–1995       | Fantasztikus Négyes                                    | Fantastic Four                                                    | Maximus / Triton / Sentry 213          | 2 epizód                                                  |
| 1995            | Freakazoid!                                            | Freakazoid!                                                       | önmaga                                 | 1 epizód                                                  |
| 1995            | Ren és Stimpy show                                     | The Ren & Stimpy Show                                             | Mr. Noggin                             | 1 epizód                                                  |
| 1995            |                                                        | Mina and the Count                                                | Vlad                                   | 6 epizód                                                  |
| 1995–1998       | Pókember                                               | Spider-Man                                                        | Jason Philips / Lidérc                 | 8 epizód                                                  |
| 1996            |                                                        | Adventures from the Book of Virtues                               | Theseus                                | 1 epizód                                                  |
| 1996            |                                                        | Wing Commander Academy                                            | Christopher 'Maverick' Blair           | 13 epizód                                                 |
| 1996            | A kullancs                                             | The Tick                                                          | Julius Pendecker                       | 1 epizód                                                  |
| 1996            | Casper                                                 | The Spooktacular New Adventures of Casper                         | Karácsony szelleme / Ezra Hazzard      | 2 epizód                                                  |
| 1996            | Hé, Arnold!                                            | Hey Arnold!                                                       | hajléktalan / rendőr                   | 1 epizód                                                  |
| 1996–1997       | Vagány Johnny                                          | The Real Adventures of Jonny Quest                                | Vostok tábornok / Eldoradoan           | 3 epizód                                                  |
| 1996–1997       |                                                        | Bruno the Kid                                                     | Harris                                 | 36 epizód                                                 |
| 1996–1997       |                                                        | The Incredible Hulk                                               | Gargoyle                               | 11 epizód                                                 |
| 1997            | Bunkó és Vész                                          | Pinky and the Brain                                               | Jimmy Joe Jr.                          | 1 epizód                                                  |
| 1997            | Superman: A rajzfilmsorozat                            | Superman: The Animated Series                                     | Joker                                  | 1 epizód                                                  |
| 1997–1999       | The New Batman Adventures                              | The New Batman Adventures                                         | Joker                                  | 6 epizód                                                  |
| 1997–2004       | Johnny Bravo                                           | Johnny Bravo                                                      | egyéb hangok                           | 6 epizód                                                  |
| 1998            |                                                        | Ancient Voices                                                    | narrátor                               | 11 epizód                                                 |
| 1998            | Boci és Pipi                                           | Cow and Chicken                                                   | állatorvos / kutya                     | 1 epizód                                                  |
| 1998            | Én vagyok Menyus                                       | I Am Weasel                                                       | sárga hajú vendég                      | 1 epizód                                                  |
| 1998            | A Simpson család                                       | The Simpsons                                                      | önmaga / Leavelle                      | 1 epizód                                                  |
| 1998–2000       |                                                        | Pepper Ann                                                        | önmaga / egyéb hangok                  | 4 epizód                                                  |
| 1999            | Pindúr pandúrok                                        | The Powerpuff Girls                                               | bűnöző / rendőr / fehér cica           | 2 epizód                                                  |
| 1999            |                                                        | The Night of the Headless Horseman                                | Van Ripper                             | tévéfilm                                                  |
| 1999–2002       | Fakopáncs Frici kalandjai                              | The New Woody Woodpecker Show                                     | Fakopáncs Frici / egyéb hangok         | 53 epizód                                                 |
| 2000            | Batman of the Future                                   | Batman Beyond                                                     | Carter                                 | 1 epizód                                                  |
| 2000            |                                                        | Buzz Lightyear of Star Command                                    | Flint                                  | 1 epizód                                                  |
| 2001            | Az Oblong család                                       | The Oblongs                                                       | Mr. Phugly                             | 1 epizód                                                  |
| 2001            |                                                        | The Cartoon Cartoon Show                                          | Ferret                                 | 1 epizód                                                  |
| 2001            | Szamuráj Jack                                          | Samurai Jack                                                      | Guinness                               | 1 epizód                                                  |
| 2001–2003       | Időcsapat                                              | Time Squad                                                        | Larry 3000 / egyéb hangok              | 26 epizód                                                 |
| 2002            |                                                        | Static Shock                                                      | Joker                                  | 1 epizód                                                  |
| 2002            | Rocket Power                                           | Rocket Power                                                      | Ralph Sr.                              | 1 epizód                                                  |
| 2002            | Született kémek                                        | Totally Spies!                                                    | John Smith igazgató                    | 1 epizód                                                  |
| 2002            | Dexter laboratóriuma                                   | Dexter's Laboratory                                               | Fergel O'Reilly                        | 1 epizód                                                  |
| 2002            |                                                        | Birds of Prey                                                     | Joker                                  | 1 epizód                                                  |
| 2002            |                                                        | Rapsittie Street Kids: Believe in Santa                           | Eric                                   | tévéfilm                                                  |
| 2002–2003       | Justice League                                         | Joker / Solomon Grundy                                            | 9 epizód                               |                                                           |
| 2002–2003       | Grim & Evil                                            | egyéb hangok                                                      | 2 epizód                               |                                                           |
| 2002–2003       | What's New, Scooby-Doo?                                | Tommy apja / kapitány                                             | 2 epizód                               |                                                           |
| 2002–2003       | Teamo Supremo                                          | szülinapos bandita                                                | 3 epizód                               |                                                           |
| 2002–2008       | Codename: Kids Next Door                               | Stickybeard kapitány                                              | 9 epizód                               |                                                           |
| 2003            | Stuart Little                                          | Tiger                                                             | 1 epizód                               |                                                           |
| 2003            | Clifford the Big Red Dog                               | Oscar Owens                                                       | 1 epizód                               |                                                           |
| 2003            | Stripperella                                           | Dr. Cesarian / Narisec Rotcod / egyéb hangok                      | 2 epizód                               |                                                           |
| 2003            | Nature                                                 | Narrator                                                          | 1 epizód                               |                                                           |
| 2003            | Family Guy                                             | Family Guy                                                        | Luke Skywalker / Obi-Wan Kenobi        | 1 epizód                                                  |
| 2003–2005       | The Wrong Coast                                        | Jameson Burkwright                                                | 26 epizód                              |                                                           |
| 2004–2006       | Super Robot Monkey Team Hyperforce Go!                 | csontvázkirály / alkimista / egyéb hangok                         | 20 epizód                              |                                                           |
| 2005            | Harvey Birdman, Attorney at Law                        | Ricochet Rabbit                                                   | 1 epizód                               |                                                           |
| 2005            | IGPX: Immortal Grand Prix                              | Yamma                                                             | 1 epizód                               |                                                           |
| 2005–2006       | Danger Rangers                                         | Burt                                                              | 16 epizód                              |                                                           |
| 2005–2008       | Avatar: The Last Airbender                             | Fire Lord Ozai / egyéb hangok                                     | 11 epizód                              |                                                           |
| 2005–2019       | Robotcsirke                                            | Robot Chicken                                                     | több szereplő                          | 9 epizód                                                  |
| 2006            | Justice League Unlimited                               | James Jesse / Trickster                                           | 1 epizód                               |                                                           |
| 2006            | Biker Mice from Mars                                   | Pierre Fluffbottom / Hardaxe                                      | 1 epizód                               |                                                           |
| 2006            | The Batman                                             | Tony Zucco                                                        | 1 epizód                               |                                                           |
| 2006            | Loonatics Unleashed                                    | Adolpho / kapitány                                                | 1 epizód                               |                                                           |
| 2006            | Operation: Z.E.R.O                                     | Stickybeard kapitány                                              | tévéfilm                               |                                                           |
| 2006            | Danny Phantom                                          | Undergrowth                                                       | 1 epizód                               |                                                           |
| 2006–2013       | Metalocalypse                                          | Stampingston szenátor / Mr. Selatcia / Jean-Pierre / egyéb hangok | 56 epizód                              |                                                           |
| 2007            | SpongeBob SquarePants                                  | Moth                                                              | 1 epizód                               |                                                           |
| 2007            | Green Arrow: The Legend Of The Emerald Archer          | Narrator                                                          | dokumentum-rövidfilm                   |                                                           |
| 2007            | Robot Chicken: Star Wars                               | Luke Skywalker                                                    | különkiadás                            |                                                           |
| 2007–2008       | My Friends Tigger & Pooh                               | Turtle                                                            | 4 epizód                               |                                                           |
| 2008            | Rick & Steve: The Happiest Gay Couple in All the World | Saul                                                              | 1                                      |                                                           |
| 2008–2009       | Tasty Time with ZeFronk                                | Dom                                                               | 20 epizód                              |                                                           |
| 2009            | Afro Samurai: Resurrection                             | Bin, Oden Shop Master                                             | tévéfilm                               |                                                           |
| 2010            | Batman: The Brave and the Bold                         | The Spectre                                                       | 3 epizód                               |                                                           |
| 2010            | The Boondocks                                          | Grant                                                             | 1 epizód                               |                                                           |
| 2010            | The Avengers: Earth's Mightiest Heroes                 | Klaw                                                              | 2 epizód                               |                                                           |
| 2010, 2014      | Adventure Time                                         | Evil Guy / Fear Feaster / egyéb hangok                            | 4 epizód                               |                                                           |
| 2010–2011       | Zevo-3                                                 | Stankfoot / egyéb hangok                                          | 26 epizód                              |                                                           |
| 2010–2011       | The Super Hero Squad Show                              | Red Skull / Chthon                                                | 3 epizód                               |                                                           |
| 2010–2011       | Generator Rex                                          | Quarry / egyéb hangok                                             | 3 epizód                               |                                                           |
| 2010–2012       | Hero Factory                                           | Von Nebula / Von Ness / Black Phantom                             | 4 epizód                               |                                                           |
| 2010–2017       | Regular Show                                           | Skips / egyéb hangok                                              | 163 epizód                             |                                                           |
| 2011            | Dan Vs.                                                | Dr. Pullum / Mall Santa                                           | 2 epizód                               |                                                           |
| 2011            | The Problem Solverz                                    | Buddy Huxton / Bad Cat                                            | 2 epizód                               |                                                           |
| 2011            | The Cleveland Show                                     | biztonsági őr                                                     | 1 epizód                               |                                                           |
| 2011            | NTSF:SD:SUV::                                          | Lundgren a gonosz delfin                                          | 1 epizód                               |                                                           |
| 2012            | Scooby-Doo! Mystery Incorporated                       | Crybaby Clown                                                     | 2 epizód                               |                                                           |
| 2012–2013       | Motorcity                                              | Abraham Kane                                                      | 12 epizód                              |                                                           |
| 2012–2014, 2017 | DreamWorks Dragons                                     | Alvin                                                             | 14 epizód                              |                                                           |
| 2012–2016       | Ultimate Spider-Man                                    | Nightmare / Shao Lao / Ox / Arnim Zola                            | 11 epizód                              |                                                           |
| 2013            | Brickleberry                                           | Bosco                                                             | 1 epizód                               |                                                           |
| 2013            | Metalocalypse: The Doomstar Requiem                    | Mr. Salacia / Stampingston szenátor                               | különkiadás                            |                                                           |
| 2013–2014       | Turbo Fast                                             | Breakneck / Warlarva                                              | 4 epizód                               |                                                           |
| 2014            | Gravity Falls                                          | rejtélyes öregember                                               | 1 epizód                               |                                                           |
| 2014            | Star Wars: The Clone Wars                              | Darth Bane                                                        | 1 epizód                               |                                                           |
| 2014            | Ben 10: Omniverse                                      | Maltruant / Red Coat                                              | 4 epizód                               |                                                           |
| 2014            | Elf: Buddy's Musical Christmas                         | Walter Hobbs                                                      | különkiadás                            |                                                           |
| 2014–2016       | Transformers Mentő Botok                               | Transformers: Rescue Bots                                         | Woodrow Burns / egyéb hangok           | 8 epizód                                                  |
| 2014–2016       | Jake és Sohaország kalózai                             | Jake and the Never Land Pirates                                   | ShiverJack / egyéb hangok              | 4 epizód                                                  |
| 2015            | Csak lazán, Scooby-Doo!                                | Be Cool, Scooby-Doo!                                              | Stall tábornok                         | 1 epizód                                                  |
| 2015–2016       | A Garfield-show                                        | The Garfield Show                                                 | Master Control                         |                                                           |
| 2015–2018       | Miles a jövőből                                        | Miles from Tomorrowland                                           | Gadfly Garnett / egyéb hangok          | 11 epizód                                                 |
| 2016            | Nagyfater bátyó                                        | Uncle Grandpa                                                     | Joss Bossman                           | 1 epizód                                                  |
| 2016–2018       |                                                        | Kulipari: An Army of Frogs                                        | öreg Jir / egyéb hangok                | 23 epizód                                                 |
| 2016–2018       | Justice League Action                                  | Justice League Action                                             | Joker / Swamp Thing / mágus / önmaga   | 8 epizód                                                  |
| 2017            | Tini Nindzsa Teknőcök                                  | Teenage Mutant Ninja Turtles                                      | Kavaxas                                | 4 epizód                                                  |
| 2017            |                                                        | Dimension 404                                                     | narrátor                               | 6 epizód                                                  |
| 2017            | Penn Zero, a félállású hős                             | Penn Zero: Part-Time Hero                                         | Adam Tom-Kat Badawy                    | 1 epizód                                                  |
| 2017–2018       | Trollvadászok                                          | Trollhunters: Tales of Arcadia                                    | Dictatious                             | 11 epizód                                                 |
| 2017–2019       | Milo Murphy törvénye                                   | Milo Murphy's Law                                                 | Mr. Block / egyéb hangok               | 15 epizód                                                 |
| 2017–2019       | Bosszúállók újra együtt                                | Avengers Assemble                                                 | Arnim Zola                             | 5 epizód                                                  |
| 2018            |                                                        | Transformers: Titans Return                                       | Megatronus                             | 1 epizód                                                  |
| 2018            | Marvel Pókember                                        | Spider-Man                                                        | Arnim Zola / rendőr                    | 1 epizód                                                  |
| 2018            | Star Wars: A sors erői                                 | Star Wars Forces of Destiny                                       | Luke Skywalker                         | 2 epizód                                                  |
| 2018            |                                                        | Transformers: Power of the Primes                                 | Megatronus                             | 7 epizód                                                  |
| 2018            |                                                        | The Venture Bros.                                                 | Presto-Chango / Illuminati #1          | 1 epizód                                                  |
| 2018–2019       |                                                        | The Stinky & Dirty Show                                           | Spacey                                 | 3 epizód                                                  |
| 2019            |                                                        | Weird City                                                        | Smart House                            | 1 epizód                                                  |
| 2019            | A mázlista                                             | Lucky                                                             | Houlihan                               | - tévéfilm - magyar hangja: - Laklóth Aladár              |
| 2019            | Amerikai fater                                         | American Dad!                                                     | csapos                                 | 1 epizód                                                  |
| 2019            | A Mandalóri                                            | The Mandalorian                                                   | EV-9D9                                 | - 1 epizód (A mentőakció) - magyar hangja: - Stohl András |
| 2019            | A Sötét Kristály – Az ellenállás kora                  | The Dark Crystal: Age of Resistance                               | tudós                                  | - 9 epizód - magyar hangja: - Kajtár Róbert               |
| 2019–2020       | Új bolondos dallamok                                   | New Looney Tunes                                                  | Hans hörcsög / Mr. Big                 | 2 epizód                                                  |
| 2019–2020       | Scooby-Doo és (sz)társai                               | Scooby-Doo and Guess Who?                                         | A csínytevő / Joker / önmaga           | 3 epizód                                                  |
| 2020            | Varázslók: Arcadia meséi                               | Wizards: Tales of Arcadia                                         | Dictatious                             | 4 epizód                                                  |
| 2020            | Elena, Avalor hercegnője                               | Elena of Avalor                                                   | Vuli                                   | 1 epizód                                                  |
| 2020            | Az utolsó srácok a Földön                              | The Last Kids on Earth                                            | Bardle                                 | 12 epizód                                                 |
| 2021            | A világ ura: Kinyilatkoztatás                          | Masters of the Universe: Revelation                               | Skeletor                               | 9 epizód                                                  |
| 2021            |                                                        | Creepshow                                                         | Wrightson őrnagy                       | 1 epizód                                                  |
| 2021–           | Legyőzhetetlen                                         | Invincible                                                        | Art Rosenbaum                          | - 3 epizód - magyar hangja: - Jakab Csaba                 |
| 2022–           | Sandman: Az álmok fejedelme                            | The Sandman                                                       | Mervyn Pumpkinhead                     | - 2 epizód - magyar hangja: - Faragó András               |
| 2023            | Futurama                                               | Futurama                                                          | zombi                                  | 1 epizód                                                  |